# Хоттингер, Иоганн Генрих
Иоганн Генрих Хоттингер (1620—1667) — швейцарский учёный; ректор университета.

## Биография
Изучив восточные языки, Хоттингер получил в 1642 г. кафедру адъюнкт-профессора церковной истории в Цюрихском университете. Он преподавал там церковную историю, восточные языки, риторику и логику.
В 1653 году он занял должность профессора библейской экзегетики и восточных языков в Гейдельбергском университете (Collegium Sapientiae), но уже в 1661 году возвратился в Цюрих, где через год был избран ректором, его место на кафедре занял Иоганн Хайдеггер.
Трагически погиб: он утонул с 3 детьми во время катания на лодке (1667).
Его сын Иоанн Якоб (1652—1735) стал профессором богословия в Цюрихе и автором известного труда «Helvetische Kirchengeschichte» (4 тома, 1698—1729).

## Труды
- «Ехегcitationes anti-Morinianae de Pentateucho Samaritano» (1644);
- «Rabbi J. Abarbanel commentarium super Danielem prophetam» (1647);
- «Erotematum linguae sanctae libri duo» (1647);
- «The saurus philologicus seu clavis Scripturae» (1649);
- «De Heptaplis Parisiensis ex Pentateucho instituta» (1649);
- «Historia ecclesiastica» (1651—67);
- «Promptuarium sive Bibliotheca Orientalis» (1658);
- «Grammatica quattuor linguarum harmonica» (1658);
- «Etymologicon orientale, sive Lexicon harmonicum heptaglotton» (1661);
- «Compendium theologiae judaicae», в том числе «Enneas dissertationum» (1662);
- «Grammatica linguae sanctae» (1666);
- «Libri Jobi post textum hebraeum et versionem verbalem latinam analysis»;
- «Thesaurus philologicus s. Clavis scripturae» (3 изд. 1669)[5][6].